# Marmagne (Cher)
Marmagne is een gemeente in het Franse departement Cher (regio Centre-Val de Loire). De plaats maakt deel uit van het arrondissement Bourges. Marmagne telde op 1 januari 2022 1.934 inwoners.

## Geografie
De oppervlakte van Marmagne bedroeg op 1 januari 2022 37,66 vierkante kilometer; de bevolkingsdichtheid was toen 51,4 inwoners per km².
De onderstaande kaart toont de ligging van Marmagne met de belangrijkste infrastructuur en aangrenzende gemeenten.

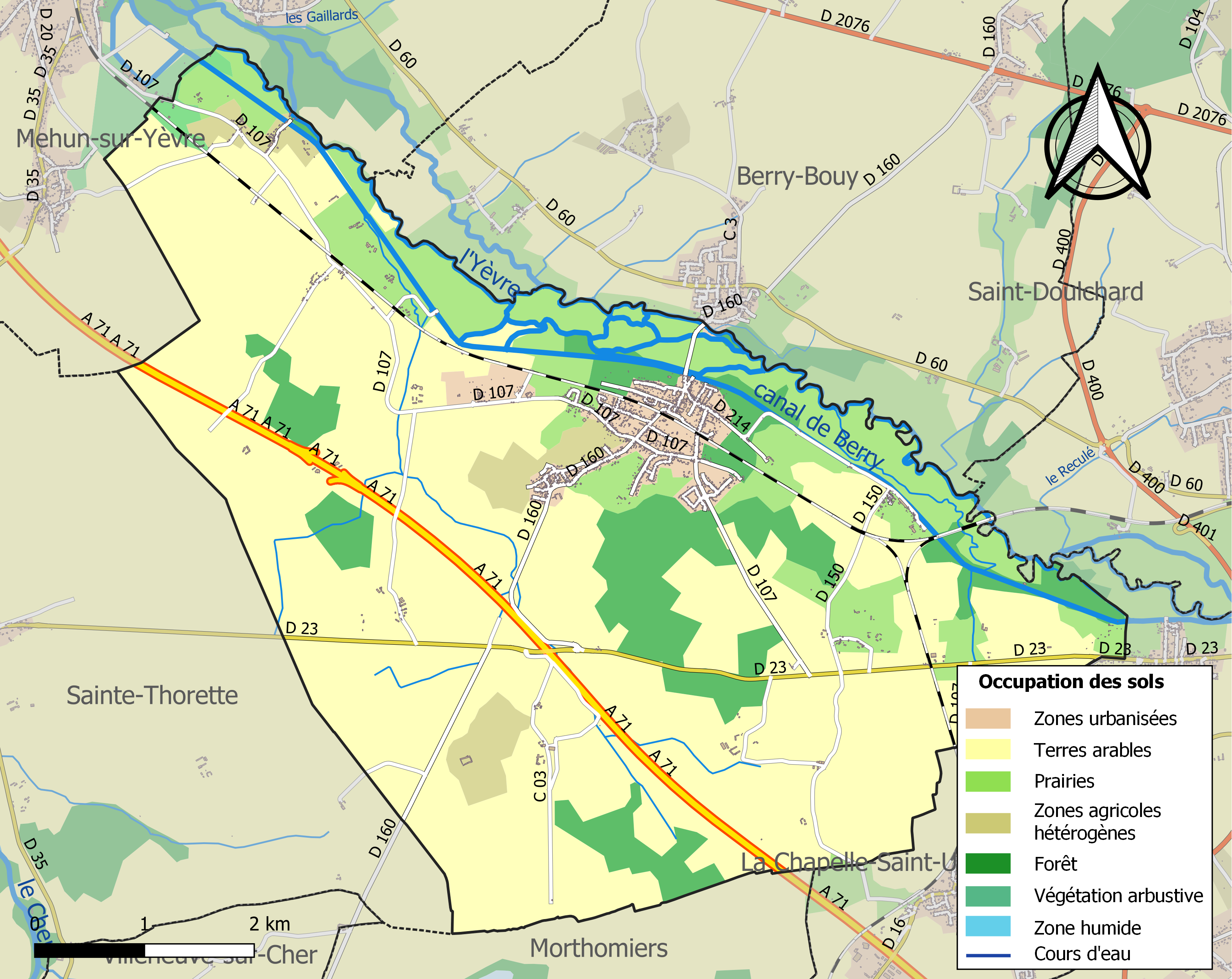

## Demografie
Onderstaande figuur toont het verloop van het inwonertal (bron: INSEE-tellingen).